# He Wanted Work
He Wanted Work é um curta-metragem mudo norte-americano de 1914, do gênero comédia, com o ator cômico Oliver Hardy.

## Elenco
- John Edwards - John Jackson
- Mattie Edwards - Mandy
- Billy Bowers
- Oliver Hardy - O capataz (como Babe Hardy)